# Máel Sechnaill mac Domnaill
Máel Sechnaill mac Domnaill, a volte chiamato Máel Sechnaill Mór o Máel Sechnaill II (... – 2 settembre 1022), è stato re di Mide e sovrano supremo d'Irlanda.
Fu deposto da Brian Boru nel 1002. Apparteneva al clan Cholmáin, ramo degli Uí Néill. Era nipote di Donnchad Donn, bis-nipote di Flann Sinna e pronipote di Máel Sechnaill mac Máele Ruanaid.
I re di Tara o re supremi d'Irlanda, provennero per secoli dai diversi clan degli Uí Néill, in maniera alternata. A partire dal tempo di Máel Sechnaill, la successione al trono passò dal clan Cholmáin del sud ai Cenél nEógain del nord, così che Domnall ua Néill successe al trono nel 980.
Questo sistema secolare si interruppe quando Brian Boru detronizzò Máel Sechnaill. Dopo la morte di Boru nella battaglia di Clontarf il Venerdì Santo del 1014, Máel Sechnaill riprese il potere supremo, anche se questo titolo riacquistò il valore precedente solo con l'ascesa al trono del nipote di Boru, Toirdhealbhach Ua Briain, attorno al 1055. Dal clan Cholmáin non provennero più re supremi, mentre dai Cenél nEógain ne provennero due: Domnall ua Lochlainn e Muirchertach MacLochlainn.